# Сочи (старый аэродром)
Со́чи — закрытый аэродром в Центральном районе города Сочи, Краснодарский край.

## Расположение
Был расположен на территории современного микрорайона Гагарина. Ныне существующее бывшее здание аэровокзала (ул. Красноармейская, 28) занимает сейчас Наркоконтроль.

## История
Аэродром использовался в качестве гражданского аэропорта. Построен в 1929 на Цюрупинской стороне. Принимал пассажирские и транспортные (в основном почтовые) легкомоторные самолёты конструкции Поликарпова — «По-2». В 1936 были открыты две регулярные линии: Сочи-Москва (через Ростов-на-Дону, Харьков, Орёл — 1 рейс ежедневно) и Сочи-Сухум (через каждые 2 часа). В годы ВОВ здесь располагалась 9-я Отдельная гвардейская авиаэскадрилья. С начала 1950-х здесь располагалось сначала футбольное поле, потом вертолётная площадка. После закрытия аэропорта в 19?? в здании аэровокзала разместилась Городская станция скорой помощи. Позднее рядом было построено новое здание, а старое было отдано Врачебно-физкультурному дипансеру. В 199? диспансер был закрыт и в бывшее здание аэровокзала въехал Наркоконтроль.

## Интересные факты
- Именно отсюда 24 августа 1929 совершил свой последний полёт вдоль берега моря легендарный командарм Я. Ф. Фабрициус.